# Молекулярна вода
Вода молекулярна (рос. вода молекулярная, англ. molecular water, нім. Molekularwasser n) – вода, що тримається в мінералах молекулярними (ван-дер-ваальсовими) силами.
Відповідає сумарному вмісту плівкової та гігроскопічної води. Деякі автори не відрізняють молекулярну воду від плівкової, вважаючи їх синонімами.